# Campeonato Europeo de Judo de 2003
El LI Campeonato Europeo de Judo se celebró en Düsseldorf (Alemania) entre el 15 y el 18 de mayo de 2003 bajo la organización de la Unión Europea de Judo (EJU) y la Federación Alemana de Judo. 
Las competiciones se realizaron en el pabellón Philipshalle de la ciudad renana.

## Medallistas

### Masculino
| Evento            | Oro                       | Plata                               | Bronce                                                           |
| ----------------- | ------------------------- | ----------------------------------- | ---------------------------------------------------------------- |
| –60 kg            | Nestor Jerguiani Georgia  | Craig Fallon Reino Unido            | Ludwig Paischer · Austria · Armen Nazarian · Armenia             |
| –66 kg            | Benjamin Darbelet Francia | Davit Margoshvili Georgia           | Hüseyin Özkan Turquía Gueorgui Gueorguiev Bulgaria               |
| –73 kg            | Hennadi Bilodid · Ucrania | Kiyoshi Uematsu · España            | Krzysztof Wiłkomirski · Polonia · Anatoli Lariukov · Bielorrusia |
| –81 kg            | Sergei Aschwanden · Suiza | Nuno Delgado Portugal               | Aleksei Budõlin · Estonia · Florian Wanner · Alemania            |
| –90 kg            | Valentyn Hrekov · Ucrania | Jasanbi Taov · Rusia                | Mark Huizinga · Países Bajos · Özgür Yılmaz · Turquía            |
| –100 kg           | Ariel Zeevi Israel        | Elco van der Geest · Bélgica        | Antal Kovács · Hungría · Ihar Makarau · Bielorrusia              |
| +100 kg           | Tamerlan Tmenov · Rusia   | Aythami Ruano Vega · España         | Paolo Bianchessi · Italia · Yuri Rybak · Bielorrusia             |
| Categoría abierta | Alexandr Mijailin · Rusia | Dennis van der Geest · Países Bajos | Andreas Tölzer · Alemania · Ramaz Chochishvili · Georgia         |

### Femenino
| Evento            | Oro                                 | Plata                           | Bronce                                                        |
| ----------------- | ----------------------------------- | ------------------------------- | ------------------------------------------------------------- |
| –48 kg            | Liubov Bruletova · Rusia            | Giuseppina Macrì · Italia       | Ann Simons · Bélgica · Tatsiana Maskvina · Bielorrusia        |
| –52 kg            | Annabelle Euranie Francia           | Petra Nareks Eslovenia          | Georgina Singleton · Reino Unido · Barbara Bukowska · Polonia |
| –57 kg            | Isabel Fernández Gutiérrez · España | Lena Göldi · Suiza              | Sabrina Filzmoser · Austria · Sophie Cox · Reino Unido        |
| –63 kg            | Sara Álvarez Menéndez · España      | Gella Vandecaveye · Bélgica     | Ylenia Scapin · Italia · Claudia Heill · Austria              |
| –70 kg            | Raša Sraka Eslovenia                | Heide Wollert · Alemania        | Cathérine Jacques · Bélgica · Silvia Schlagnitweit · Austria  |
| –78 kg            | Lucia Morico · Italia               | Raquel Prieto Madrigal · España | Céline Lebrun · Francia · Jenny Karl · Alemania               |
| +78 kg            | Karina Bryant Reino Unido           | Tea Donguzashvili · Rusia       | Marie Elisabeth Veys · Bélgica · Sandra Köppen · Alemania     |
| Categoría abierta | Katrin Beinroth · Alemania          | Irina Rodina · Rusia            | Lucija Polavder Eslovenia Tsvetana Bozhilova Bulgaria         |

## Medallero
| Núm. | País         | Oro | Plata | Bronce | Total |
| ---- | ------------ | --- | ----- | ------ | ----- |
| 1    | Rusia        | 3   | 3     | 0      | 6     |
| 2    | España       | 2   | 3     | 0      | 5     |
| 3    | Francia      | 2   | 0     | 1      | 3     |
| 4    | Ucrania      | 2   | 0     | 0      | 2     |
| 5    | Alemania     | 1   | 1     | 4      | 6     |
| 6    | Italia       | 1   | 1     | 2      | 4     |
| 6    | Reino Unido  | 1   | 1     | 2      | 4     |
| 8    | Eslovenia    | 1   | 1     | 1      | 3     |
| 8    | Georgia      | 1   | 1     | 1      | 3     |
| 10   | Suiza        | 1   | 1     | 0      | 2     |
| 11   | Israel       | 1   | 0     | 0      | 1     |
| 12   | Bélgica      | 0   | 2     | 3      | 5     |
| 13   | Países Bajos | 0   | 1     | 1      | 2     |
| 14   | Portugal     | 0   | 1     | 0      | 1     |
| 15   | Austria      | 0   | 0     | 4      | 4     |
| 15   | Bielorrusia  | 0   | 0     | 4      | 4     |
| 17   | Bulgaria     | 0   | 0     | 2      | 2     |
| 17   | Polonia      | 0   | 0     | 2      | 2     |
| 17   | Turquía      | 0   | 0     | 2      | 2     |
| 20   | Armenia      | 0   | 0     | 1      | 1     |
| 20   | Estonia      | 0   | 0     | 1      | 1     |
| 20   | Hungría      | 0   | 0     | 1      | 1     |
|      | TOTAL        | 16  | 16    | 32     | 64    |